# Leopoldo de Castelnuovo
Leopoldo Mandic de Castelnuovo (Castelnuovo, 12 de mayo de 1866-Padua, 30 de julio de 1942) fue un sacerdote católico capuchino, declarado santo por Juan Pablo II en 1983.

## Infancia e inicio en la vida religiosa
Nacido y bautizado con el nombre de Bogdan (Adeodato) Juan Mandic Zarevic en la ciudad de Castelnuovo di Cattaro, en el Reino de Dalmacia (en el Imperio Austrohúngaro), y hoy conocida como Herceg Novi en la República de Montenegro.
Fue el penúltimo de los dieciséis hijos de los croatas Pietro Mandić y Carolina Zarević, ambos de ascendencia noble y fieles católicos. Su padre era dueño de una flota pesquera que trabajaba en el Adriático; sin embargo, debido a convulsiones políticas locales, la familia perdió la mayoría de su fortuna. Crecer en la pobreza fue una experiencia muy importante para formar el carácter de Adeodato y le ayudaría en su futuro a comprender mejor las condiciones de miseria material, moral y espiritual.  
Sufrió varias discapacidades que le afectaron al habla y al crecimiento (alcanzó una estatura de 1,35 m), pero tuvo, a pesar de todo, una infancia tranquila, dedicándose a los estudios y a prácticas de piedad frecuentemente.  
Desde pequeño, Bogdan frecuentaba las actividades y funciones religiosas de la comunidad de frailes franciscanos capuchinos y, a los dieciséis años, expresó el deseo de ingresar en la Orden de los Capuchinos. Para discernir su vocación religiosa, fue acogido en el seminario capuchino de Údine y posteriormente, a los dieciocho años, el 2 de mayo de 1884, en el noviciado de Bassano del Grappa (Vicenza), donde vistió el hábito franciscano, recibiendo el nuevo nombre de "fray Leopoldo de Castelnuovo" y comprometiéndose a vivir la regla y el espíritu de San Francisco de Asís. De 1885 a 1890 completó sus estudios filosóficos y teológicos en los conventos de Santa Croce en Padua y Santissimo Redentore en Venecia.   
En esos años de educación religiosa, destacó por su piedad y amor hacia la oración, donde se adentró en el estudio y conocimiento de la Sagrada Escritura y de la literatura patrística y en la adquisición de la espiritualidad franciscana.  
El 20 de septiembre de 1890, en la Basílica de la Virgen de la Salud de Venecia, fue ordenado sacerdote de manos del Cardenal Domingo Agostini, con 24 años.  

### Aspiración misionera y ecuménica
Gracias a su notable inteligencia, el padre Leopoldo Mandić tuvo una buena formación filosófica y teológica y durante toda su vida siguió leyendo a los padres y doctores de la Iglesia.   
Desde su juventud, uno de los grandes deseos apostólicos del padre Leopoldo era volver a su patria, predicar entre su pueblo y trabajar por la unión de las iglesias de Oriente y Occidente, por lo que se dedicó a aprender varias lenguas eslavas, así como también algo de griego moderno.    
Pero su gran sueño, nunca fue llevado a cabo, pues sus superiores no le permitieron partir nunca, debido principalmente a su frágil salud (cuerpo pequeño, encorvado, pálido, muy endeble, atormentado por muchos achaques, dolor en los ojos, molestias de estómago y artritis deformante), además de su impedimento en el habla, por lo que no podía dedicarse a la predicación.  
A pesar de todo, el deseo de la unión de todos los cristianos estaría permanentemente en su oración y sus intenciones hasta el momento de su muerte.  

### Primeros años como religioso
Sus primeros años transcurrieron en el silencio y secreto del convento de Venecia, a cargo del confesionario y del humilde trabajo del convento, con un poco de experiencia como mendigo de puerta en puerta.  
En septiembre de 1897 recibió el encargo de presidir el pequeño convento de capuchinos de Zadar, en Dalmacia. La esperanza de poder realizar su aspiración a la misión duró poco: en agosto de 1900 fue llamado a Bassano del Grappa (Vicenza) como confesor. 
Otro breve período de actividad misionera comenzó en 1905 como vicario del convento de Capodistria, en la cercana Istria, donde inmediatamente se reveló como un asesor espiritual apreciado y solicitado.

## Llegada a Padua
El padre Leopoldo llegó al convento de Piazzale Santa Croce en la primavera de 1909.  
En agosto de 1910, fue nombrado director de los estudiantes, es decir, de los jóvenes frailes capuchinos que, en vista del ministerio sacerdotal, asistían el estudio de la Filosofía y la Teología.   
Fueron años de intenso estudio y dedicación. A diferencia de otros profesores, el padre Leopoldo, que enseñaba Patrología, se destacó por su benevolencia, que algunos consideraban excesiva y contraria a la tradición de la Orden. También por esta razón, probablemente, en 1914 el padre Leopoldo fue repentinamente relevado de la docencia. Y éste fue un nuevo motivo de sufrimiento.   
Así, a partir del otoño de 1914, a los cuarenta y ocho años de edad, se le pide al padre Leopoldo que se comprometiese exclusivamente con el ministerio de la confesión. Sus dotes como consejero espiritual eran conocidas desde hacía tiempo, hasta el punto de que, a los pocos años, se convirtió en un confesor buscado por personas de todas las procedencias sociales, que incluso venían de fuera de la ciudad a conocerlo.  
Posteriormente escribiría: «toda alma que vaya en busca de mi ministerio será entonces "mi Oriente"». 
A pesar de tener un carácter fuerte y un poco irritable, se dominaba muy bien a la hora de ejercer su ministerio, incluso sus hermanos a veces le acusaban de ser demasiado compasivo y permisivo con los penitentes. El padre Leopoldo, en efecto, era culto y agudo, comprensivo y empático con todos los que acudían a él, tratando a la gente con gran sensibilidad. Diariamente todo tipo de personas acudían para recibir consuelo y consejo espiritual, por lo cual fue apodado como "mártir del confesionario", pues llegaba a haber momentos en los que confesaba durante 15 horas al día.
Sentía, además, gran predilección por las obras que favoreciesen a las madres y los niños, de modo que en favor de los niños huérfanos inspiró a una maestra de Rovigo que instituyese «pequeñas casas» para ellos. También fue un gran defensor de la vida y la familia. Hablando con médicos les decía: «el derecho a nacer y a la vida es sagrado e inviolable y por eso no sólo hay culpa, sino maldición y condena inexorable, para los que a él se oponen; ninguna finalidad médica, eugenética, social, moral, económica puede servir de justificación para tal supresión». Igualmente inflexible se mantenía ante los maridos violentos con sus esposas o los infieles. Lo manifestaba él mismo: «cuando se me presentan maridos de esta índole, los pongo entre la espada y la pared, delante de su responsabilidad». Añadía para los que traicionan la fidelidad conyugal que «la mayor de las traiciones del mundo es traicionar el afecto».
Cultivó una profunda devoción a la Virgen María, a quien se refería como “mi patrona bendita”. Rezaba el rosario frecuentemente y celebraba la misa diariamente en el altar dedicado a ella.  
Después de eso solía visitar a los enfermos que estaban en hospederías, hospitales y hogares de Padua. También visitaba la enfermería capuchina para confortar a los frailes enfermos, brindándoles palabras de ánimo y ayudándoles a mantener la fe. 

## La Gran Guerra y su confinamiento en el sur de Italia
Fuertemente apegado a su patria, el padre Leopoldo había mantenido su ciudadanía austríaca. El motivo de esto era la esperanza de que sus documentos de identidad le favoreciesen su regreso como misionero a su patria. Sin embargo, se convirtió en un problema en 1917, con la derrota de Caporetto.  
Como otros "extranjeros" residentes en el Véneto, en 1917 fue sometido a investigaciones policiales y, como no tenía intención de renunciar a su ciudadanía austriaca, fue enviado al sur de Italia.  
A sus superiores les respondía ante sus continuos intentos de renunciar a su nacionalidad austriaca para adquirir la italiana: «¡no, jamás! La sangre no es agua; no se puede traicionar a la sangre». Incluso declaró a los superiores «estar ligado a su patria y dispuesto, por tanto, a sufrir el castigo del internado».  
Durante este viaje pudo encontrarse con el Papa Benedicto XV en Roma. Al finalizar la Gran Guerra regresó a Padua, pasando por los santuarios de Montevergine, Pompeya, Santa Rosa de Viterbo, Asís, Camaldoll, Loreto y Santa Caterina de Bolonia. 

## Vuelta definitiva a Padua
El 27 de mayo de 1919 regresa al convento de los capuchinos de Santa Croce en Padua, donde volvió a ocupar su lugar en el confesionario. 
Los Anales de la Provincia veneciana de los Capuchinos informan: "en la confesión ejerce una extraordinaria fascinación por su gran cultura, por su fina intuición y especialmente por la santidad de la vida. No sólo la gente común acude a él, sino especialmente los intelectuales y aristocráticos, también profesores y estudiantes de la Universidad, y tanto el clero secular como regular".   
En octubre de 1923, sus superiores religiosos lo trasladaron a Fiume (Rijeka), por una reestructuración de los conventos en la provincia de Venecia. Pero, sólo una semana después de su partida, el obispo de Padua, mons. Elia Dalla Costa, intérprete de los ciudadanos, invitó al ministro provincial de los franciscanos capuchinos, el padre Odorico Rosin de Pordenone, a dejarle regresar.  
Así, en la Navidad de ese año, el padre Leopoldo, obedeciendo a sus superiores y desestimando su sueño de trabajar en el campo por la unidad de los cristianos, se encontraba de regreso en Padua.  
Ya nunca más dejará Padua en lo que le quedó de vida. Allí pasará cada momento de su ministerio sacerdotal en la confesión sacramental y en la dirección espiritual.   
En los últimos meses de 1940 su salud siguió deteriorándose. A principios de abril de 1942 ingresó en el hospital: ignoraba que padecía un cáncer de esófago.  
Una vez de regreso al convento continuó confesando, aunque en condiciones cada vez más precarias. Como solía hacer, confesó sin parar el día 29 de julio de 1942 y luego pasó gran parte de la noche en oración. En la madrugada del 30 de julio, mientras se preparaba para la Santa Misa, se desmayó en la Sacristía.  
De regreso a la cama, recibió el sacramento de la unción de los enfermos. Unos minutos más tarde, mientras recitaba las últimas palabras de la oración Salve Regina, con las manos hacia arriba, falleció a los 76 años de edad. La noticia de la muerte del padre Leopoldo se difundió rápidamente en Padua.  
Durante un par de días, una multitud ininterrumpida pasó por el convento de los capuchinos para rendir homenaje al cuerpo del confesor, un santo para muchos.  
El 1 de agosto de 1942 tuvo lugar el funeral, no en la iglesia de los Capuchinos, sino en la mucho más impresionante iglesia de Santa María de los Siervos. Fue enterrado en el Cementerio Mayor de Padua, pero en 1963 el cuerpo fue trasladado a una capilla cercana a la iglesia de los Capuchinos de Padua (Piazza Santa Croce).

## Beatificación y canonización
Pablo VI lo beatificó el 2 de mayo de 1976 y fue canonizado por Juan Pablo II, que le propuso como modelo para los confesores, el 16 de octubre de 1983.
Los ataques aéreos durante la Segunda Guerra Mundial destruyen la iglesia y parte del convento de los capuchinos, pero no la celdita-confesonario del padre Leopoldo. Él mismo había vaticinado: «La iglesia y el convento serán atacados por las bombas, pero no esta celdita. Aquí Dios ha derrochado misericordia con las almas. Debe permanecer como un monumento de su bondad».
En 1966 durante el reconocimiento canónico, su cuerpo fue hallado incorrupto.
En 1976 se aprueban dos milagros -curación de Elsa Raimondi de peritonitis tuberculosa fibrinosa y curación de Pablo Castelli de trombosis masiva de los vasos mesentéricos- atribuidos al siervo de Dios Leopoldo Mandic.
El Papa Francisco quiso que sus restos fueran depositados en el Vaticano, junto con los de San Pío de Pietrelcina, en 2016, durante el Jubileo de la Misericordia. Pero en la actualidad es en la Iglesia de Santa Maria della Consolazione, en el Foro Romano, donde reposa el cuerpo de San Leopoldo.
En el año 2020 San Leopoldo Mandić se convierte oficialmente en el santo patrón de los pacientes con cáncer en Italia.
El profesor Ezio Franceschini, de la Universidad Católica de Milán, sintetizó el servicio del padre Leopoldo al presentarlo «encerrado en una celdilla de escasos metros cuadrados, sin preocuparse de sus achaques, ni del frío, del calor, del cansancio, del interminable desfilar de las personas que acudían a sus pies con el peso de sus culpas, de sus penas, de sus necesidades... Confesando durante diez, doce horas al día, con paciencia, con bondad, con atención siempre viva, encontrando las palabras apropiadas para cada uno. Todo esto sin interrupción ni reposo, ni siquiera en los días anteriores a su muerte. Tener cada día nueva sed de almas; hacer llegar a las conciencias la luz de Dios; transformar la propia vida en una donación de sí y en una donación de Dios. Y todo con sencillez, con serenidad. Esta es la vida del padre Leopoldo».

## Frases
- “Algunos dicen que soy demasiado bueno, pero si usted viene y se arrodilla delante de mí, ¿no es suficiente prueba de que usted implora el perdón de Dios? La misericordia de Dios sobrepasa todas las expectativas”
- «Esté tranquilo, póngalo todo sobre mis espaldas, asumo yo la responsabilidad».
- «¡Pongo poca penitencia a los que se confiesan porque lo demás lo hago yo!» 
- «Hemos de vencer siempre con la caridad»
- «Escondámoslo todo, incluso aquello que puede tener apariencia de don de Dios en nosotros a fin de que no se haga mercado de ello. ¡A Dios solamente el honor y la gloria! Si fuera posible, deberíamos pasar por la tierra como una sombra que no deja vestigio de sí».
- «Cuanto más trabajemos en nuestra vida terrestre tanto más méritos ganaremos para el cielo y tanto más contribuiremos a salvar las almas. Nadie nos quita un lugar en el cielo». Reafirmaba: «Tengo que estar siempre dispuesto a trabajar. Hemos nacido para la fatiga y tendremos el descanso en el paraíso».
- «Un sacerdote debe morir de fatigas apostólicas; no existe otra muerte digna de un sacerdote».
- «¡No temas! Ten fe, Dios es médico y medicina».
- «El derecho a nacer y a la vida es sagrado e inviolable y por eso no sólo hay culpa, sino maldición y condena inexorable para los que a él se oponen; ninguna finalidad médica, eugenética, social, moral, económica puede servir de justificación para tal supresión».
- «Cuando confieso y doy consejos, siento todo el peso de mi ministerio y no puedo traicionar mi conciencia. Primeramente y ante todo, la verdad».

## Oración del paciente oncológico
«Oh mi querido San Leopoldo, sabes cuánto nos asusta tener un tumor y ahora este que dijiste nos está afectando de cerca, ayúdame tú que lo has vivido en fe y esperanza.
Ayúdanos a San Leopoldo y Santa María de la Consolación a pedir a Jesús la gracia de la salud y la curación.
Señor Jesús, extiende tu mano y tócame, coloca tu mano y sáname y ten piedad de las personas que padecen cáncer, bendícelas y santifícalas.
Señor Jesús, apoya a todos aquellos que como yo están en tratamiento contra el cáncer. Bendice y santifica los medicamentos que tomamos y aún necesitamos tomar. Bendice y santifica nuestras quimioterapias, nuestras radioterapias y todos los tratamientos a los que nos tengamos que someter.
Señor Jesús, bendice y santifica las intervenciones, derrama tu preciosa sangre sobre todos los cánceres, tumores y metástasis y destrúyelos para que nunca vuelvan.
Señor Jesús, bendice y santifica a todos los enfermos y guía a todos los trabajadores de la salud con tu santa mano y consuela a nuestras familias y amigos con tu amor.
San Leopoldo, piénsalo e intercede ante el Padre para que nuestros corazones encuentren la verdadera paz y serenidad. Que nosotros, con el corazón agradecido, agradezcamos a ese Dios misericordioso a quien usted mismo proclamó "médico y medicina".»
Amén.